# Molophilus insertus
Molophilus insertus là một loài ruồi trong họ Limoniidae. Chúng phân bố ở miền Australasia.